# Airborne Laser Testbed

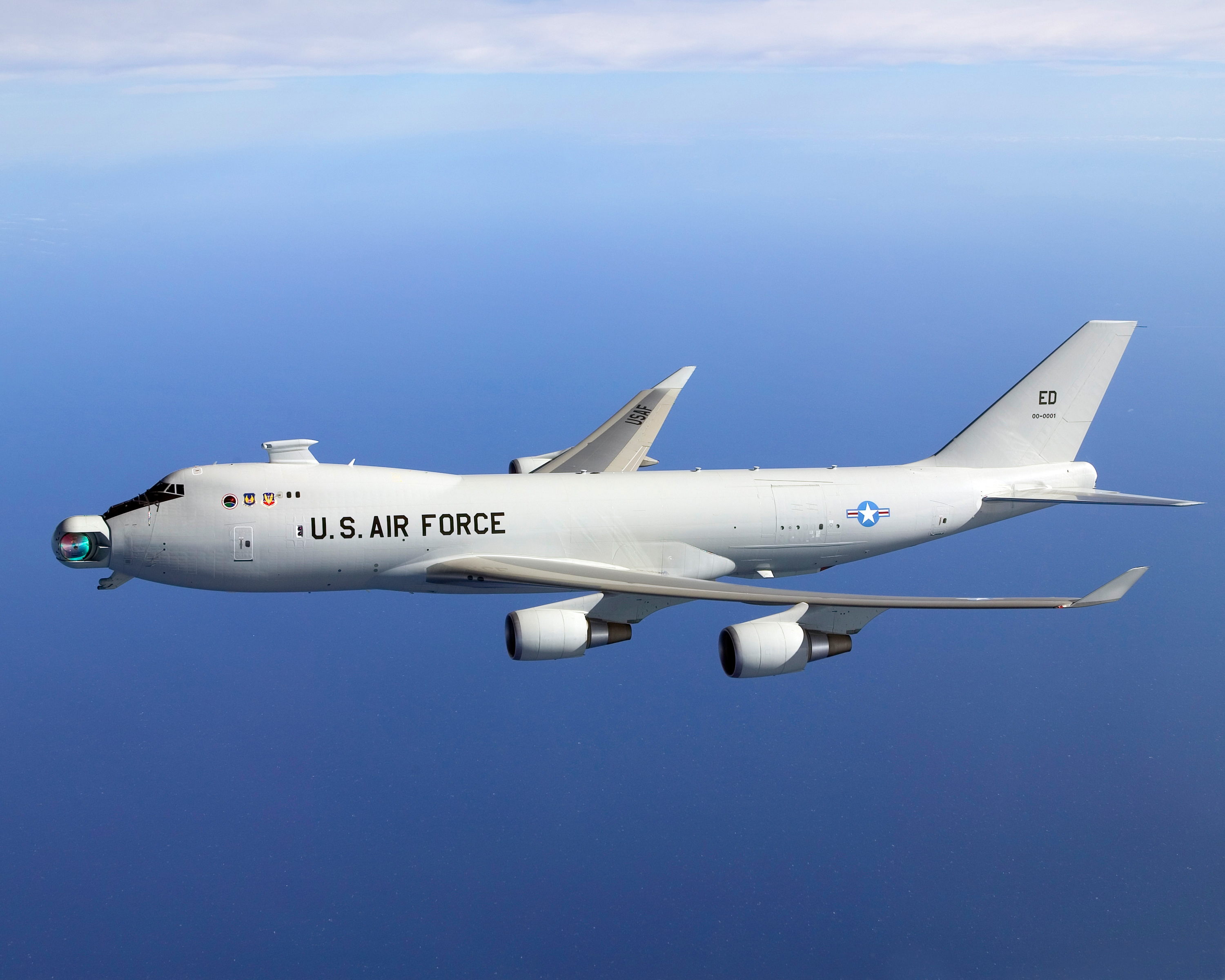
ABL w locie

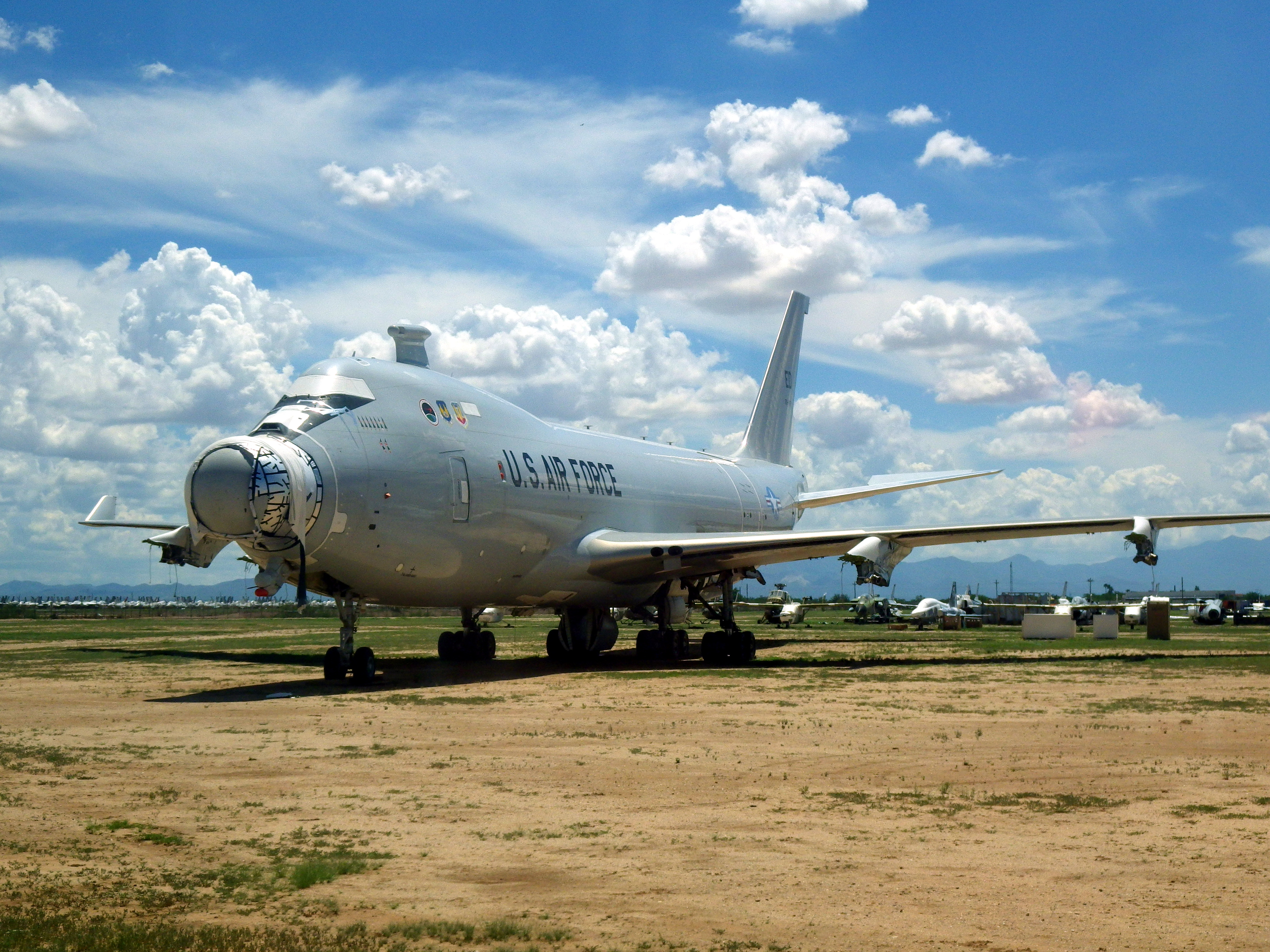
YAL-1 rozmontowywany w AMARG

YAL-1 Airborne Laser Testbed (ALTB) – element amerykańskiego systemu obrony antybalistycznej, którego zadaniem jest zwalczanie wrogich pocisków balistycznych, w pierwszej silnikowej fazie ich lotu (Boost Phase Defense). Głównym zadaniem ALTB ma być dotarcie do dowolnego miejsca na Ziemi w czasie krótszym niż doba i patrolowanie granic państw przez 18 godzin oraz unieszkodliwianie wystrzelonych pocisków balistycznych, poprzez uszkodzenie elektroniki pocisku lub spowodowanie eksplozji jego paliwa dzięki podgrzaniu jego powłoki.
Zainstalowany na pokładzie specjalnej wersji samolotu Boeing 747-400F tlenowo-jodowy laser Chemical Oxygen Iodine Laser (COIL) o mocy trzech megawatów z lustrem o średnicy 1 metra i zasięgiem 700 kilometrów do zwalczania pocisków rakietowych z paliwem ciekłym, lub ponad 300 km dla paliwa stałego, mogący na jednym naładowaniu wykonać 40 wystrzałów kosztujących po 50 dolarów USD za każdy strzał wraz z samolotem tworzy system ALTB. Airborne Laser Testbed ma być elementem walki w tzw. Boost Phase zintegrowanym z pozostałymi elementami amerykańskiego systemu Ballistic Missile Defense.
Poza niszczeniem pocisków balistycznych krótkiego i międzykontynentalnego zasięgu ABL może przepalać czujniki satelitów umieszczonych na niskiej orbicie okołoziemskiej czy niszczyć myśliwce oraz wystrzelone z nich pociski powietrze-powietrze. Sam ALTB przechodzi fazę testów, jednak laser chemiczny był do tej pory testowany jedynie na lądzie.
Do początku 2007 roku przeprowadzono około 70 próbnych strzałów z lasera. W kwietniu 2009 roku rozpoczęto testy kompletnie wyposażonego systemu w powietrzu. Pierwszy pełnoskalowy test systemu połączony z zestrzeleniem pocisku balistycznego odbył się 12 lutego 2010 roku – próba zakończyła się sukcesem.
Program zakończono w 2012 roku, głównie ze względu na zbyt wysokie koszty. Samolot przeleciał do Bazy Lotniczej Davis-Monthan, gdzie trafił na składowisko AMARG i z czasem został rozmontowany. Odzyskane części przekazano siedemnastu instytucjom rządowym.

## Kalendarium
- 22 lutego 2008 roku: Missile Defense Agency poinformowała, że ukończono instalację kompletu sześciu modułów lasera chemicznego COIL na pokładzie wysoko zmodyfikowanego samolotu 747-400F.
- 1 grudnia 2008 roku: przeprowadzono udane pierwsze próbne lądowe strzelanie z lasera zintegrowanego już w samolocie ABL, a nie jak wcześniej zamontowanego osobno na specjalnej konstrukcji.
- 11 lutego 2010 roku[5]: Pocisk balistyczny wystrzelony z pokładu okrętu pływającego przy kalifornijskim wybrzeżu został zgodnie z planem zestrzelony we wczesnej fazie lotu. Wiązka laserowa wyszła z działka tlenowo-jodowego lasera, zainstalowanego na pokładzie Boeinga 747-400F. Czujniki wykryły pocisk, następnie działko wystrzeliło wiązkę, która namierzyła poruszający się z prędkością około 5000 kilometrów na godzinę pocisk. Kolejna wiązka podgrzała zbiorniki z paliwem w rakiecie, doprowadzając do eksplozji i kończąc cały eksperyment sukcesem. Do zestrzelenia pocisku doszło w niecałe dwie minuty po jego starcie.
- 27 lipca 2011 roku: pierwsze w historii śledzenie międzykontynentalnego pocisku balistycznego (był nim Minuteman III)[5].
- 14 lutego 2012 roku: ostatni lot, z bazy Edwards do bazy Davis-Monthan[4].